# Myrthe Hilkens

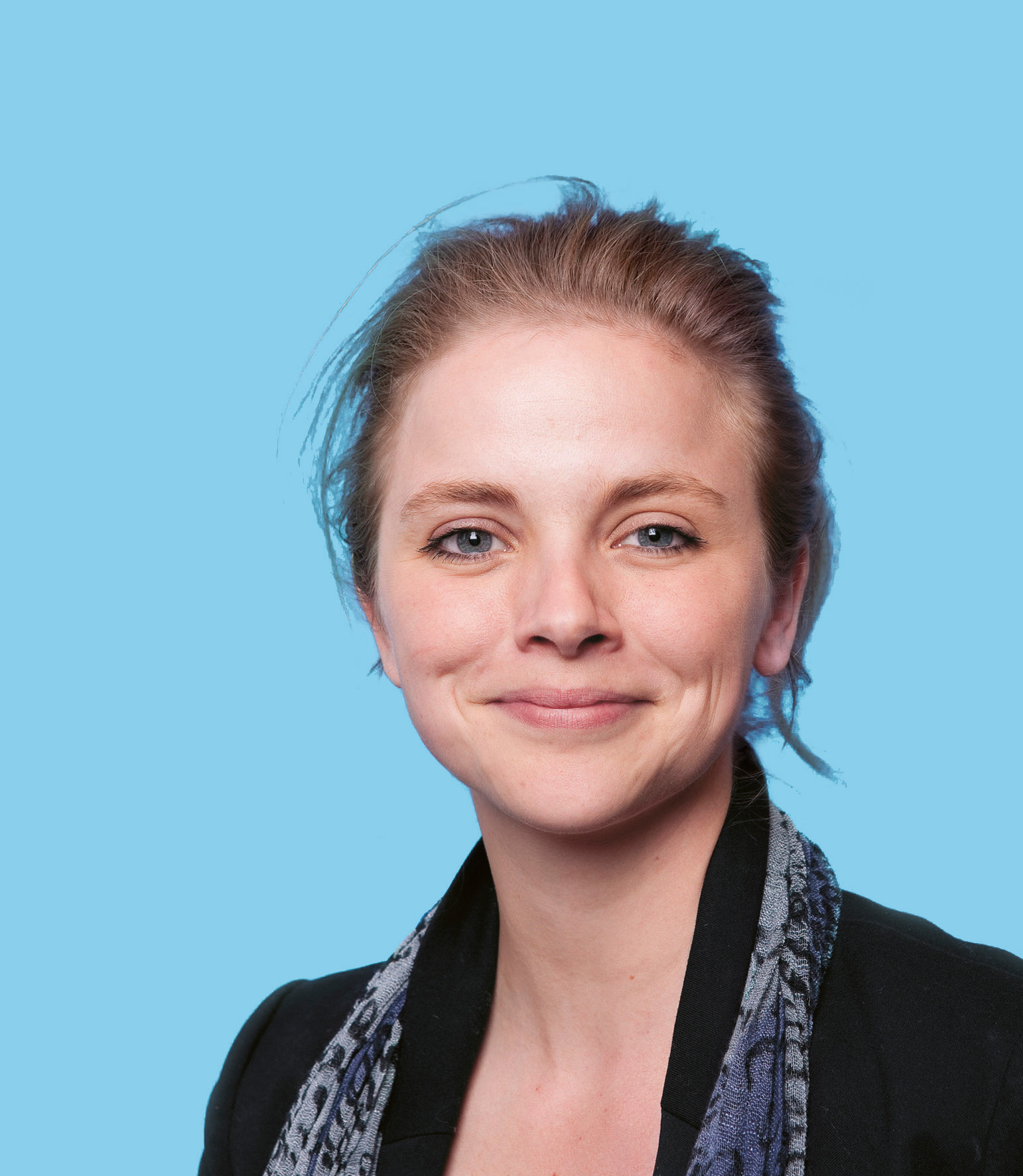
Myrthe Hilkens (2010)

Myrthe Hilkens (* 31. Januar 1979 in Geleen) ist eine niederländische Journalistin und Publizistin.
Hilkens studierte Journalistik in Tilburg und war zuerst als Musikjournalistin für verschiedene Magazine, zum Beispiel auch für das niederländische Musikmagazin OOR, tätig. Sie wirkte danach unter anderem bei BN/De Stem mit, und am Tageblatt De Pers. Auch arbeitete sie für verschiedene TV-Sender. Zusammen mit ihrer Mutter stand sie in einer Sendung des Programms De wandeling der KRO vor der Kamera, zum Thema „Frauen und Sexualität“ (niederländisch: vrouwen en seksualiteit); zu diesem Thema erschienen von ihr mehrere Publikationen.
Hilkens engagiert sich damit gegen Tendenzen, die sie als Pornofizierung (niederländisch: pornoficatie) des Zusammenlebens bezeichnet. Darunter versteht sie die Zuspitzung menschlicher Kommunikation und menschlichen Zusammenlebens lediglich auf Gesichtspunkte eines bestimmten Verständnisses von sexueller Attraktion. Mit der Sicht auf Sexualität in den einflussreichsten Pornos sei die Herabwürdigung der Frau zum bloßen Lustobjekt verbunden, so Hilkens. Auch gegen Gewaltpornographie sprach sie sich aus.
Es sollen stattdessen, so Hilkens, in Darstellungen von Sex, zum Beispiel in Pornos, stärker die Frauen als Menschen mit Gefühlen und einem Willen, sowie Sex als Interaktion zwischen zwei gleichberechtigten Menschen gezeigt werden, die Identitäten der Männer und Frauen sollen eine Rolle spielen.
Myrthe Hilkens kandidierte 2010 für die sozialdemokratische PvdA zum niederländischen Parlament. Vom 12. April bis zum 2. August 2011 war sie vorübergehend Mitglied der Zweiten Kammer der Generalstaaten. Von Januar 2012 bis August 2013 war sie erneut Mitglied der Zweiten Kammer.

## Publikationen
- McSex, de pornoficatie van de samenleving (2008)
- McSex. Die Pornofizierung unserer Gesellschaft. Mit einem Vorwort von Mithu Sanyal (online). Orlanda Frauenverlag, Berlin 2010, ISBN 978-3-936937-72-5